# Mucharz (gemeente)
De gemeente Mucharz is een landgemeente in het Poolse woiwodschap Klein-Polen, in powiat Wadowicki.
De zetel van de gemeente is in Mucharz.
Op 30 juni 2004 telde de gemeente 3839 inwoners.

## Oppervlakte gegevens
In 2002 bedroeg de totale oppervlakte van gemeente Mucharz 37,32 km², waarvan:
- agrarisch gebied: 37%
- bossen: 41%

De gemeente beslaat 5,78% van de totale oppervlakte van de powiat.

## Demografie
Stand op 30 juni 2004:
| Omschrijving                   | Totaal | Totaal | Vrouwen | Vrouwen | Mannen | Mannen |
| ------------------------------ | ------ | ------ | ------- | ------- | ------ | ------ |
| eenheid                        | aantal | %      | aantal  | %       | aantal | %      |
| inwoners                       | 3839   | 100    | 1895    | 49,4    | 1944   | 50,6   |
| bevolkingsdichtheid (inw./km²) | 102,9  | 102,9  | 50,8    | 50,8    | 52,1   | 52,1   |

In 2002 bedroeg het gemiddelde inkomen per inwoner 1390,15 zł.

## Sołectwo
- Mucharz (gemeentezetel)
- Jamnik
- Jaszczurowa
- Koziniec
- Skawce
- Świnna Poręba
- Zagórze

## Aangrenzende gemeenten
- Stryszów, Wadowice, Zembrzyce